# Jørgen Urne (ridder)
 For alternative betydninger, se Jørgen Urne. (Se også artikler, som begynder med Jørgen Urne)
Jørgen Urne (kaldet Store Jørgen) (død 21. maj 1480 i Odense) var en dansk ridder.
Han er formentlig søn af Lage Nielsen Urne. Jørgen Urne ejede mange herregårde på Fyn (Brolykke, Rygård, Søbysøgård og Hindemae) samt Bondemosegård i Salling Herred. Han trættede 1433 mod bisp Jens af Roskilde om Hørby, som han påstod at være sit fædrene gods, optrådte atter 1434 sammen med Markvard Barsebek som arvinger efter hr. Lage Urne. Han var væbner i 1438 og ridder i 1458. Han skal 1462 have været landstingshører i Fyn, og i 1472 fik han Kerteminde i pant. Han var endnu 16. januar 1479 nærværende på Fynbo Landsting. Han siges at have været en lærd mand.
Han fik et stort antal børn, idet han i tre ægteskaber skal være blevet far til omkring en snes. Der er ikke sikkerhed om hustruerne, men den første er formentlig Sidsel Folmersdatter Knob eller Rigstrup (død 1505), den anden Margrethe Eriksdatter Bille (død ca. 1468) og den tredje Kirsten Clausdatter Krumstrup (død 1518).
Han døde 21. maj 1480 i Odense. Han blev begravet i Sortebrødre Kloster, men blev senere ført til Nørre Søby Kirke, hvor hans gravsten findes.

## Børn
Med Sidsel Folmersdatter Knob:
- Sylle Jørgensdatter Urne (død efter 1498)
- Margrethe Jørgensdatter Urne (død efter 1505)
- Jep Jørgensen Urne (død før 1503)
- Hans Jørgensen Urne (død 1503), domprovst
- Jørgen Jørgensen Urne (død 1510), landsdommer
- Elne Jørgensdatter Urne (død før 29. april 1488)
- Inger Jørgensdatter Urne (død før 23. april 1505)

Med Margrethe Eriksdatter Bille:
- Lage Jørgensen Urne (ca. 1468 – 9. oktober 1530), landsdommer

Med Kirsten Clausdatter Krumstrup:
- Claus Jørgensen Urne (død før 18. maj 1514), kannik og degn
- Lage Jørgensen Urne (1468 – 29. april 1529), biskop
- Peder Jørgensen Urne (død efter 1478)
- Niels Jørgensen Urne (død før 23. april 1505)
- Johan Jørgensen Urne (død før 25. april 1537), rigsråd
- Knud Jørgensen Urne (død 14. februar 1543), rigsråd
- Alhed Jørgensdatter Urne (død 6. marts 1544)
- Johanne Jørgensdatter Urne (død før 1505)
- Jørgen Jørgensen Urne